# スシェーナ
スシェーナ（Susena）は、インド神話の登場人物。
- 叙事詩『マハーバーラタ』の英雄カルナの3人の息子の1人。クルクシェートラの戦いで戦死した。
- 叙事詩『ラーマーヤナ』に登場するヴァナラ（猿）の名。水神ヴァルナの子。娘のターラーはヴァーリンの妃。ラーマの軍における軍医的存在。
- ジャマダグニと妻レーヌカーの5人の子供の1人。パラシュラーマと兄弟。